# Væbner
Væbner eller svend var en titel brugt i middelalderen. Oprindelig var det en udrustet kriger, som havde skattefrihed til gengæld for tjenesten. I højmiddelalderen kom riddervæsenet til Danmark, og en ridder var her en væbner eller svend, der havde modtaget ridderslaget. Væbner er også en almindelig brugt betegnelse om en ridders hjælper.
Nu bruges udtrykket 'en tro væbner' om en trofast støtte.